# Firouz Gaïni
Firouz Gaïni (født 1972) er en færøsk socialantropolog og professor ved Færøernes Universitet.
Han voksede op i Norge og på Færøerne. Firouz Gaïni er bror til digteren og skuespilleren Sigri Mitra Gaïni, dattersøn af politikeren Sigurð Joensen og journalisten og feministen Sigrið av Skarði samt oldebarn af højskolerektoren og folkeoplyseren Símun av Skarði.
Gaïni er cand.mag. i socialantropologi fra Universitetet i Oslo fra 1996 og cand.scient.anth. i antropologi fra Københavns Universitet fra 1999; han tog doktorgrad i socialantropologi ved Fróðskaparsetur Føroya i 2007. Han har gjort feltarbejde i det sydlige Frankrig og på Færøerne, og særlig forsket i børne- og ungdomskultur, kulturel identitet, fritidsaktiviteter, uddannelse og maskulinitet. Gaïni var forsker ved Fróðskaparsetur Føroya 2001–2007, lærer i samfundsfag ved Føroya Studentaskúli og HF-skeið 2007–2008 og timelærer ved Føroya Læraraskúli 2006–2011. I 2011 blev han lektor i antropologi og samfundskunskab ved Fróðskaparsetur Føroya. Fra 2012-15 er han post.doc. stipendiat ved Norsk senter for barneforskning ved NTNU.
Gaïni var formand for Føroya Fróðskaparfelag 2010–2012 og formand for Amnesty Internationals afdeling på Færøerne 2007–2009.